# Democratic Karen Benevolent Army

Die DKBA-5 verwendet die Fahne der DKBA

Die Democratic Karen Benevolent Army (birmanisch ဒီမိုကရက်တစ်ကရင်အကျိုးပြုတပ်မတော်, abgekürzt auch DKBA-5) ist eine bewaffnete ethnische Organisation in Myanmar, dem ehemaligen Burma. Das Militär der Zentralregierung nennt die Gruppe Klo Htoo Baw Battalion. Hauptquartier der Gruppe ist Sonesee Myaing, rund 50 Kilometer südlich von Myawaddy, wo sie eine eigene Verwaltung eingerichtet hat.

## Geschichte
Die DKBA-5 wurde am 8. November 2010 von Mitgliedern der Democratic Karen Buddhist Army (DKBA) gegründet, die nicht bei der Schaffung der Karen Border Guard Force (BGF) mitwirken wollten. Die meisten Mitglieder der DKBA traten dem BGF Schema bei, nicht aber Mitglieder der DKBA Brigade 555. Die DKBA-5 war in der Vergangenheit in Gefechte mit der Armee Myanmars, mit Truppen der BGF und der Karen National Liberation Army KNLA verwickelt. Die DKBA-5 schloss mehrere Waffenstillstandsverträge mit der Zentralregierung, so am 3. November 2011 und am 15. Oktober 2015, an die sie sich (Stand 2024) primär hielt.
Nach dem Militärputsch 2021 verließen 300 Soldaten unter Führung von Major Bo Salone die DKBA-5 und schlossen sich der Karen National Union (KNU) im Kampf gegen die Militärregierung an.

## Organisation
Die DKBA-5 besteht aus neun Bataillonen. Ein Bataillon hat eine Stärke von mehr als 300 Mann. Das Hauptquartier der Organisation wird von Bataillon 904, 906 und 908 verteidigt. Es gibt aber auch zwei Brigaden: Brigade 1 bestehend aus den Bataillonen 907, 909 und 910 und Brigade 2 aus den Bataillonen 901, 902 und 903. Die Stärke der DKBA-5 soll damit 3000 Mannschaften betragen.